# قورس (سمك)
القورس (الاسم العلمي: Coris) هو جنس من الأسماك يتبع الفصيلة اللبروسية من رتبة فرخيات.